# Povodí

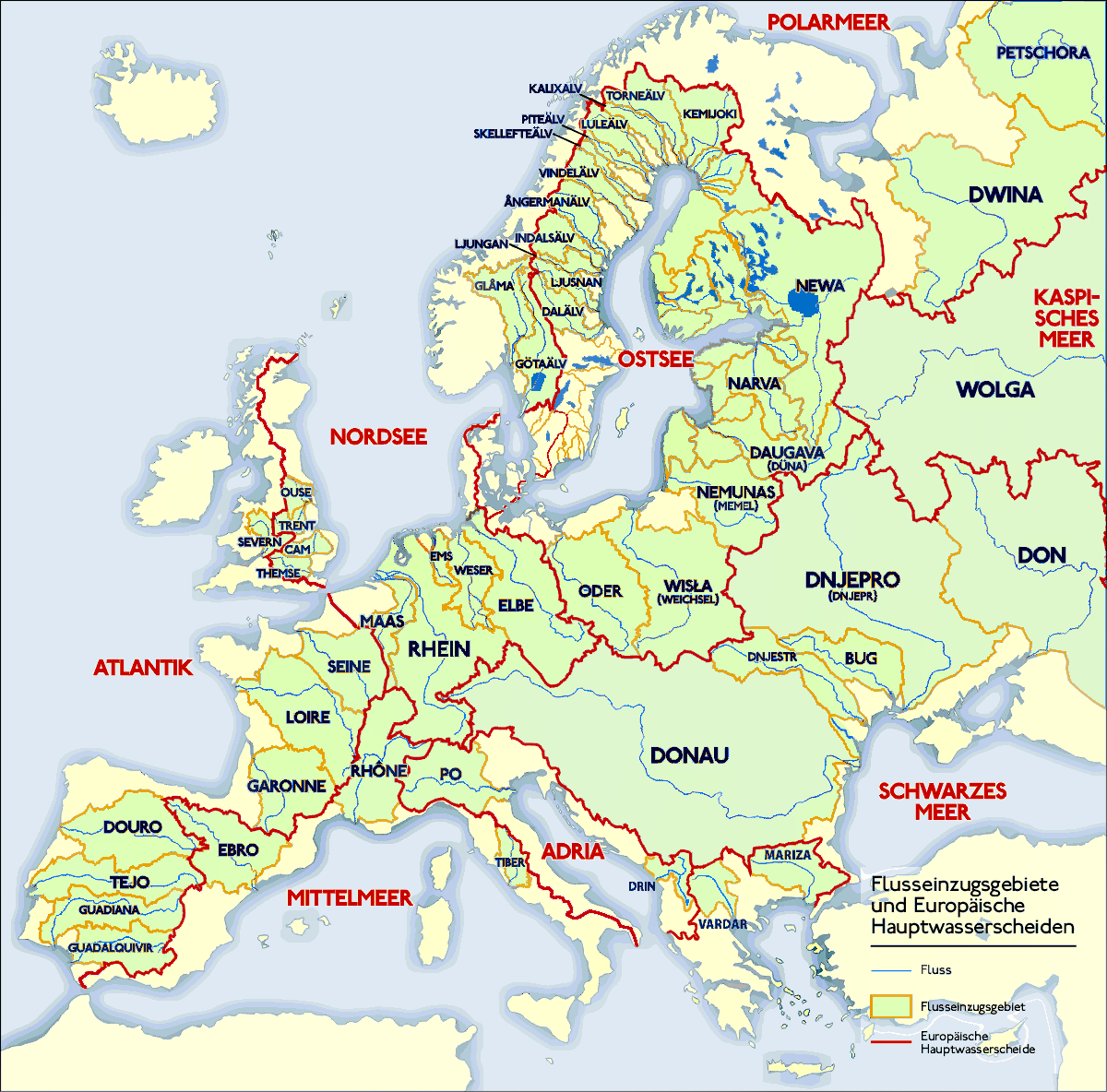
Mapa hlavních evropských povodí

Povodí je oblast, ze které voda odtéká do jedné konkrétní řeky či jezera. Hranice mezi dvěma povodími se nazývá rozvodí. Všechna povodí konkrétního moře či oceánu pak nazýváme úmoří.
Povodí je základní jednotkou pro vyhodnocování toků látek v přírodě. Většina prvků je totiž svými biogeochemickými cykly navázána na vodu, a tak při vyhodnocování toků lze vycházet ze základní hydrologické bilance povodí, která je dána srážkami a průtokem na konci povodí. Podobně i správa a údržba toků včetně veškerých protipovodňových opatření se provádí podle jednotlivých povodí.
Největší povodí na světě má řeka Amazonka: zahrnuje asi 40 % rozlohy Jižní Ameriky, tj. asi 6 915 000 km2.

## Řádovost vodních toků
Vodní toky se dělí do řádů, jejichž posloupnost vytváří hydrologické pořadí. V Česku používaný systém označuje jako toky 1. řádu ty vodní toky, které přímo ústí do moře či oceánu. Nezohledňuje se přitom délka toku, ani jeho průtok. Přítoky toků 1. řádu se označují jako toky 2. řádu, přítoky toků 2. řádu se označují za toky 3. řádu, přičemž hierarchie takto pokračuje až k prameni. Obdobně se označují i samotná povodí vodních toků.

## Bezodtoké oblasti
Ne všechna povodí nutně náležejí k nějakému úmoří – ve střední Asii, severní a jižní Africe či Austrálii existují rozsáhlá území postrádající odtok do moře. Taková území se označují jako bezodtoké oblasti nebo též oblasti s vnitřním odtokem.